# Firuzabad (Lorestan)
Firuzabad (perski: فيروزآباد) – miasto w Iranie, w ostanie Lorestan. W 2006 roku miasto liczyło 2857 mieszkańców w 614 rodzinach.